# Utah Phillips
Bruce Duncan Phillips, pseud. Utah Phillips (ur. 15 maja 1935 w Cleveland, zm. 23 maja 2008 w Nevada City) – amerykański muzyk, kompozytor, poeta, gawędziarz oraz aktywista polityczny. W swojej twórczości opisywał walki związków zawodowych i siłę akcji bezpośrednich. Określał się jako chrześcijański anarchista oraz pacyfista. Członek Robotników Przemysłowych Świata (Wobblies).

## Życiorys
Phillips urodził się w Cleveland w Ohio jako dziecko Edwina Deroger Phillipsa i Frances Kathleen Coates. Jego ojciec, Edwin Phillips, był działaczem związkowym, a aktywizm jego rodziców znacznie wpłynął na jego późniejsze życie. Uczęszczał do East High School w Salt Lake City, gdzie zainteresował się sztuką i grą na instrumentach. W latach 50. przez trzy lata służył w armii Stanów Zjednoczonych. Brał udział w wojnie koreańskiej, gdzie był świadkiem wojennego okrucieństwa oraz zniszczeń, co miało ogromny wpływ na jego myślenie społeczne i polityczne. Po zwolnieniu z wojska Phillips jeździł koleją po kraju i pisał piosenki.
Jeżdżąc koleją i wędrując po zachodzie kraju, Phillips wrócił do Salt Lake City, gdzie spotkał Ammona Hennacyego z Katolickiego Ruchu Robotniczego. Ten wyciągnął go z tułaczego życia i przekonał do życia, w którym mógłby wykorzystać swoje dary i talenty do aktywizmu i służby publicznej. Phillips pomógł Hennacyemu w założeniu gościnnego domu misyjnego nazwanego imieniem aktywisty Joe Hilla. Phillips pracował w Joe Hill House przez następne osiem lat, a następnie kandydował do Senatu USA jako reprezentant Partii Pokoju i Wolności w Utah w 1968. Otrzymał 2 019 głosów (0,5%) w wyborach wygranych przez republikanina Wallace'a F. Bennetta. W 1976 kandydował również na prezydenta Stanów Zjednoczonych z ramienia partii Do-Nothing.
Styl Phillipsa z biegiem lat stawał się coraz bardziej oparty na opowiadaniu historii, a nie tylko na piosenkach. Był utalentowanym gawędziarzem i monologistą, a jego koncerty zazwyczaj zawierały więcej opowiadań, aniżeli śpiewanej treści. Wiele ze swojego sukcesu przypisał swojej osobowości. "Lepiej być sympatycznym niż utalentowanym” - często powtarzał.
Zmarł 23 maja 2008 w Nevada City z powodu powikłań związanych z operacją serca. Został pochowany na Forest View w tym samym mieście.

## Życie prywatne
Phillips mieszkał w Nevada City w Kalifornii przez 21 lat, gdzie prowadził schronisko dla bezdomnych oraz Peace and Justice Center. Jak sam mówił: „To moje miasto. Nevada City jest głównym podłożem do organizowania społeczności”.
W życiu osobistym Phillips posiadał wiele hobby i zainteresowań. Obejmowały one egiptologię, chemię amatorską, językoznawstwo, historię (azjatycką, afrykańska, mormońska i światowa), znajomość run, prowadzenie dyskusji i poezję. Lubił też zajmować się hodowlą i obróbką żywności, m.in. ogrodnictwem, marynowaniem czy gotowaniem.
31 lipca 1989 wziął ślub z Joanna Robinson w Nevada City.

## Dyskografia

### Solo
- Nobody Knows Me (1961, Prestige)
- Good Though! (1973, Philo)
- El Capitan (1975, Philo)
- All Used Up: A Scrapbook (1980, Philo)
- We Have Fed You All a Thousand Years (1983, Philo)
- The Old Guy (1989, Makin' Jam, Etc.)
- I've Got to Know (1992, Alcazar) (reedycja: 2003, AK Press)
- The Past Didn't Go Anywhere – razem z Ani Difranco (1996, Righteous Babe Records)
- Fellow Workers – with Ani Difranco (1999, Righteous Babe Records)
- Loafer's Glory – with Mark Ross (1997, Red House Records)
- The Telling Takes Me Home (1997, Philo/Rounder)
- The Moscow Hold (1999, Red House Records)
- Making Speech Free (2000, Free Dirt Records)
- Starlight on the Rails: A Songbook (kompilacja; 2005, AK Press/Daemon/Free Dirt Records)

### Inne
- Don't Mourn – Organize!: Songs of Labor Songwriter Joe Hill – różni artyści (1985, Smithsonian Folkways)
- Rebel Voices: Songs of the Industrial Workers of the World - różni artyści (1992, Flying Fish Records)
- The Long Memory – Utah Phillips i Rosalie Sorrels (1996, Red House Records)
- Heart Songs: The Old Time Country Songs of Utah Phillips – Jody Stecher oraz Kate Brislin (1997, Rounder)
- Legends of Folk – Utah Phillips, Ramblin' Jack Elliot oraz Spider John Koerner (1997, Red House Records)
- The Rose Tattoo Live – Trains, Tramps And Traditions The Rose Tattoo (2001, Cookie Man Music)
- May Day at the Pabst – Utah Philips i Larry Penn (2008, Cookie Man Music)
- Strangers in Another Country: The Songs of Bruce "Utah" Phillips – Rosalie Sorrels (2008, Red House Records)
- Singing Through the Hard Times: A Tribute to Utah Phillips – różni artyści (2009, Righteous Babe Records)
- Long Gone: Utah Remembers Bruce "Utah" Phillips – różni artyści (2011, Waterbug Records)